# Structure du Vichada
La structure du Vichada est un cratère d'impact présumé situé le long du Río Vichada au centre du département du Vichada (Colombie). C'est sans doute le plus large cratère d'impact situé en Amérique du Sud.

## Découverte
La structure de Vichada fut découverte en 2004 par Max Rocca, un géologue de Buenos Aires (Argentine), lors de l'examen d'images Landsat dans le cadre d'un programme financé par The Planetary Society. Constatant un détour du río Vichada, il remarque une dépression entourée de deux cercles de collines concentriques, de respectivement 30 et 50 km de diamètre. Le río Vichada contourne le cercle extérieur. L'envoi d'une équipe internationale de scientifiques a permis de collecter des données gravimétriques. La découverte d'anomalies renforce l'hypothèse de la structure de Vichada comme étant un cratère d'impact.

## Localisation
Le cratère d'impact présumé se trouve dans la municipalité de Cumaribo qui occupe la moitié sud du département de Vichada. 